# Condado de Elbert (Georgia)
El condado de Elbert (en inglés: Elbert County) es un condado en el estado estadounidense de Georgia. En el censo de 2000 el condado tenía una población de 20 511 habitantes. La sede de condado es Elberton. El condado fue fundado el 10 de diciembre de 1790.

## Geografía

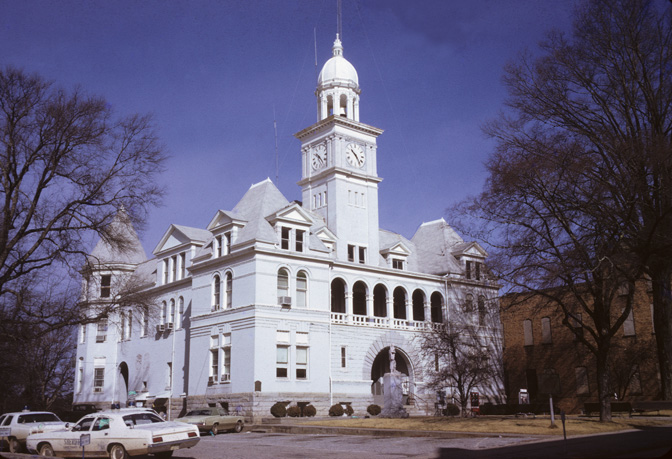
Juzgado del condado de Elbert en Elberton.

Según la Oficina del Censo, el condado tiene un área total de 970 km² (375 sq mi), de la cual 955 km² (369 sq mi) es tierra y 15 km² (6 sq mi) (1,54%) es agua.

### Condados adyacentes
- Condado de Anderson, Carolina del Sur (noreste)
- Condado de Abbeville, Carolina del Sur (este)
- Condado de McCormick, Carolina del Sur (sureste)
- Condado de Lincoln (sureste)
- Condado de Wilkes (sur)
- Condado de Oglethorpe (suroeste)
- Condado de Madison (oeste)
- Condado de Hart (noroeste)

## Autopistas importantes
- Ruta Estatal de Georgia 17
- Ruta Estatal de Georgia 72
- Ruta Estatal de Georgia 77
- Ruta Estatal de Georgia 79
- Ruta Estatal de Georgia 172
- Ruta Estatal de Georgia 368

## Demografía
En el  censo de 2000, hubo 20 511 personas, 8004 hogares y 5770 familias residiendo en el condado. La densidad poblacional era de 56 personas por milla cuadrada (21/km²). En el 2000 había 9136 unidades unifamiliares en una densidad de 25 por milla cuadrada (10/km²). La demografía del condado era de 66,94% blancos, 30,85% afroamericanos, 0,20% amerindios, 0,24% asiáticos, 0,03% isleños del Pacífico, 1,06% de otras razas y 0,68% de dos o más razas. 2,38% de la población era de origen hispano o latino de cualquier raza. 
La renta promedio para un hogar del condado era de $28 724 y el ingreso promedio para una familia era de $34 276. En 2000 los hombres tenían un ingreso medio de $27 221 versus $19 737 para las mujeres. La renta per cápita para el condado era de $14 535 y el 17,30% de la población estaba bajo el umbral de pobreza nacional.

## Ciudades y pueblos
- Bowman
- Dewy Rose
- Elberton